# Ansonia leptopus
Az Ansonia leptopus a kétéltűek (Amphibia) osztályának a békák (Anura) rendjébe és a varangyfélék (Bufonidae) családjába tartozó faj. Borneó és Indonézia szigetén, valamint Malajziában honos. 1872-ben fedezték fel a fajt. A trópusi, szubtrópusi esőerdők mocsaraiban és folyóiban található meg. A természetes élőhelyek irtása miatt veszélyben van a faj.